# بیکن
|                                                                                   |  |  |
| گوشت کمر خوک، آماده برای پخت. (سمت راست) باریکه گوشت شکم خوک پیش از طبخ. (سمت چپ) |  |  |

بیکن (به انگلیسی: bacon) به گوشت خوک نمک‌سود شده می‌گویند. بیکن را از نمک‌سود کردن گوشت خوک در حوض شوراب با مقدار زیادی نمک تهیه می‌کنند. بیکن به گوشت خوکی که آن را خشک کرده‌اند نیز گفته می‌شود. پس از نمک‌سود کردن یا خشک کردن گوشت خوک به بیکن حاصل شده بیکن سبز یا بیکن تازه می‌گویند. بیکن تازه ممکن است در مراحل بعدی به مدت چند هفته یا چند ماه تحت تأثیر هوای خشک و سرد قرار بگیرد. در مواردی بیکن تازه یا سبز را جوشانده یا دوداندود می‌کنند. بیکن تازه یا بیکن سبز و همچنین بیکن خشک شده پیش از خوردن باید پخته شوند. بیکن جوشانده شده برای تناول مناسب است اما بیکن دوداندود شده پیش از استفاده به عنوان غذا می‌بایست طبخ شود.

## کشورهای مسلمان
امروزه واژه Bahke به روش خاص عمل آوری بریده گوشت گفته می‌شود و نه لزوماً استفاده از گوشت خاصی مثل خوک. در بیشتر کشورهای جهان به‌خصوص کشورهای مسلمان و یهودی که گوشت خوک به لحاظ مسایل شرعی منع مصرف دارند با روش مشابه عمل آوری از گوشت‌های مرغ، بوقلمون، گوساله، اردک، شترمرغ یا غاز نیز تهیه می‌گردد.(در ایران نیز انواع گوشتهای حلال تولید می شود.)

## انواع بیکن
انواع بیکن بسته به نوع برش و قسمت برش، متفاوت است. انواع بیکن بسته به قسمت برش شامل موارد زیر است:
- بیکن پشت یا کمر (Back Bacon): این بیکن از گوشت پشت یا کمر تهیه شده و دارای چربی کمی است.
- بیکن گردن (Collar Bacon): این نوع بیکن از گوشت پشت گردن تا نزدیکی سر دام، تهیه می‌شود.
- بیکن شانه (Cottage Bacon): این نوع بیکن از گوشت شانه دام که بدون چربی و استخوان است، تهیه شده و به صورت لایه‌های بیضی شکل نازکی برش می‌خورد.
- بیکن چانه (Jowel Bacon): این نوع بیکن از گوشت چانه یا زیر فک که دارای چربی زیاد و حالت ژله‌ای است، درست می‌شود.
- بیکن شکم (Side Bacon): این نوع بیکن از گوشت شکم دام تا شانه تهیه می‌شود که دارای لایه‌های چربی زیادی است.
- بیکن رگه دار (Streaky Bacon): از پرطرفدارترین بیکن‌ها در آمریکاست که وجود رگه‌های نازک چربی در لایه‌های مختلف گوشت از مشخصات بارز آن است. در انگلیس به این نوع بیکن Loin Bacon و در آمریکا به آن Belly Bacon گفته می‌شود. این نوع بیکن بیشتر به صورت گرم و همراه با تخم مرغ در وعده صبحانه سرو می‌شود.